# Airspeed Horsa
L'Airspeed Horsa era un aliante da trasporto tattico sviluppato dall'azienda britannica Airspeed Limited e prodotto, oltre che dalla stessa anche su licenza dalla Austin Motor Corporation e dalla Harris Lebus, negli anni quaranta.
Utilizzato dalle aeronautiche militari britannica Royal Air Force e statunitense United States Army Air Forces principalmente durante la seconda parte della seconda guerra mondiale, fu un importante velivolo che consentì alle truppe e mezzi di British Army ed United States Army di essere trasportate in territorio francese durante i giorni seguenti lo sbarco in Normandia.
Inizialmente identificato solo con la designazione aziendale ricevette in seguito il nome Horsa in memoria di Horsa del Kent, fratello di re Hengest del Kent, personaggio semi-leggendario della storia anglosassone.

## Storia
Il successo ottenuto dalle truppe aviotrasportate della Wehrmacht grazie all'utilizzo dell'aliante DFS 230 durante la Campagna di Francia, specie in occasione della battaglia del Forte Eben-Emael, suggerì alle forze armate delle nazioni alleate di sviluppare anch'essi reparti appositamente attrezzati per simili operazioni. Questa decisione avrebbe alla fine indotto alla creazione di due divisioni aviotrasportate (Airborne Divisions) britanniche così come un certo numero di unità più piccole. L'istituzione del programma britannico che vide la nascita di questa specialità militare ebbe inizio il 22 giugno 1940, quando il primo ministro, Winston Churchill, diresse il War Office in un memorandum per studiare la possibilità di creare una unità di 5 000 paracadutisti. Nel 1941, anche gli Stati Uniti d'America avviarono un simile programma.
Nell'iniziale fase di sviluppo, i funzionari del War Office decisero che una componente essenziale del loro equipaggiamento dovesse essere un particolare aliante di adeguata capacità che avesse il compito di trasportare sia le truppe che le attrezzature pesanti al loro seguito. Il primo velivolo ad essere progettato e realizzato a questo scopo fu il General Aircraft Hotspur, del quale il prototipo venne portato in volo per la prima volta il 5 novembre 1940. Tuttavia in fase di valutazione vennero riscontrati diversi problemi nella struttura dell'Hotspur, primo tra tutti la capacità di trasportare un numero di soldati ritenuto insufficiente. Tatticamente si credeva che le truppe aviotrasportate avrebbero dovuto atterrare in gruppi molto più numerosi degli otto che gli Hotspur potevano trasportare, inoltre il numero di aerei necessari per trainare un simile gruppo di alianti risultava eccessivo ed impraticabile. Vi era anche la concreta preoccupazione che nell'impiego operativo il modello avrebbe dovuto essere trainato in tandem, una soluzione che risultava estremamente difficile nel volo durante le ore notturne e con formazioni di nubi. Venne così deciso di utilizzare l'Hotspur come aliante da addestramento e di proseguire con lo sviluppo di diversi altri tipi di modelli, tra cui un aliante d'assalto da 25 posti che diverrà in seguito l'Airspeed Horsa.

### Sviluppo

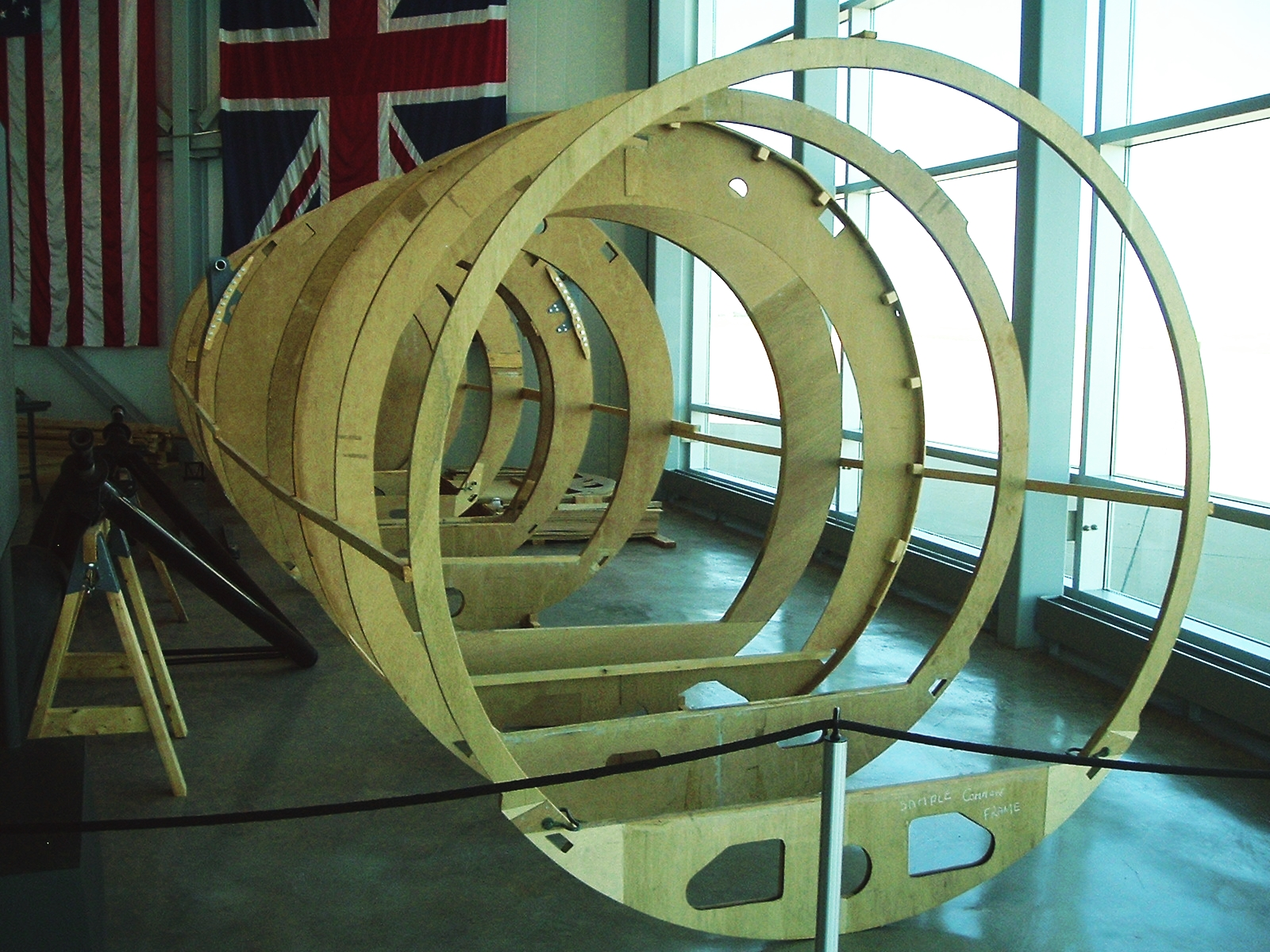
Parte della struttura in legno di un Airspeed Horsa esposta presso il Silent Wings Museum di Lubbock, Texas (Stati Uniti d'America).

Il 12 ottobre 1940 l'Air Ministry, il ministero dell'aviazione britannico, rilasciò una specifica, la X.26/40, per la fornitura di un velivolo da trasporto senza motori realizzato in legno in grado di trasportare tra i 24 ed i 36 soldati completamente equipaggiati. Alla richiesta rispose la Airspeed Ltd. presentando un progetto, al quale era stata assegnata la designazione HS.51, che prevedeva un velivolo caratterizzato dalla presenza ai lati della fusoliera di portelloni che avrebbero permesso ai paracadutisti di lanciarsi sulla zona interessata dall'operazione. La necessità di effettuare un atterraggio era difatti inizialmente considerata secondaria, soluzione però ben presto abbandonata per un impiego operativo che prevedeva che le truppe venissero trasportate fino a terra. La proposta venne accettata e nel febbraio 1941 venne emesso un ordine di fornitura iniziale per 400 esemplari con la clausola di evaderlo completamente entro il successivo luglio 1942.
Le indagini effettuate per valutare la possibilità di un'ulteriore fornitura di 400 esemplari prodotti in India e destinate alle truppe aviotrasportate indiane portarono all'abbandono del progetto una volta scoperto che il legno necessario alla loro costruzione avrebbe dovuto essere importato in India ad un costo proibitivo. Vennero ordinati cinque prototipi, i primi due prodotti dalla Fairey Aircraft e destinati ai test di volo mentre l'Airspeed completò i rimanenti tre destinati a prove di organizzazione delle infrastrutture e nelle prove di carico. Il primo prototipo (DG597), trainato da un Armstrong Whitworth Whitley, si staccò da terra il 12 settembre 1941 ai comandi del pilota collaudatore George Errington, 11 mesi dopo che la specifica era stata rilasciata.
Una successiva specifica, la X3/41, emessa dall'Air Ministry per soddisfare la necessità di dotarsi di un velivolo da bombardamento in grado di trasportare una bomba Tallboy e destinato all'affondamento della Tirpitz, nave da battaglia della tedesca Kriegsmarine, produsse un ordine di fornitura per 200 esemplari di una conversione dell'Horsa a questo ruolo ed identificato con la designazione AS 52. Il modello era caratterizzato dalla presenza di un vano bombe ricavato nella parte ventrale della fusolera in grado di caricare quattro ordigni da 2 000 lb (907 kg) o due da 4 000 lb (1 814 kg). La soluzione creata d'emergenza per l'indisponibilità di bombardieri in grado di trasportare il nuovo ordigno risultò inutile quando si riuscì ad intervenire sull'Avro 683 Lancaster. Il programma di sviluppo dell'Horsa da bombardamento venne interrotto e l'ordine di fornitura cancellato.

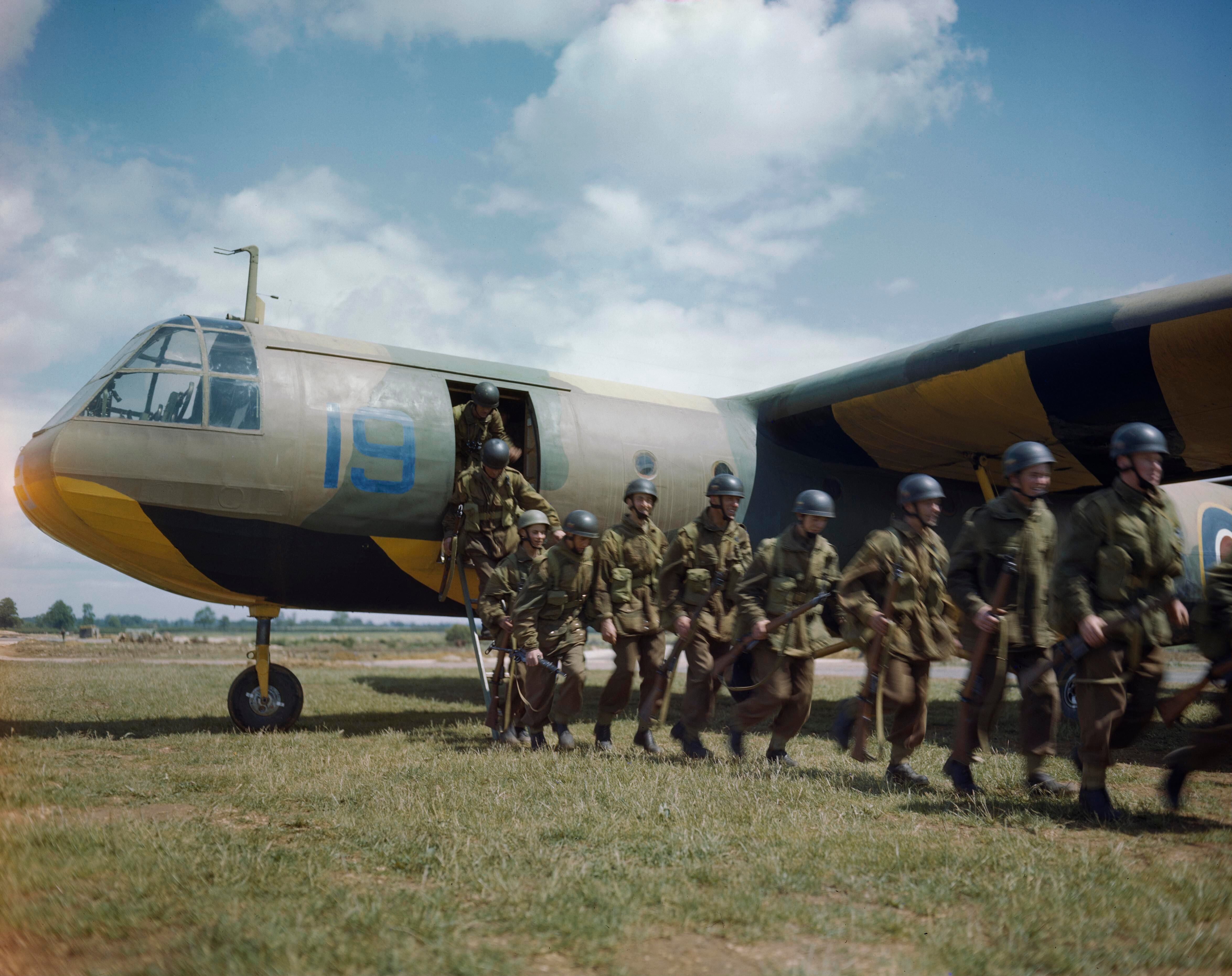
Un gruppo di paracadutisti esce dal portellone laterale di un Airspeed AS.51 Horsa utilizzato come addestratore dal No 21 Heavy Glider Conversion Unit a Brize Norton, 4 giugno 1943.

La produzione in serie iniziò nei primi mesi del 1942, e da maggio ben 2 345 esemplari vennero ordinati dal British Army per l'uso in operazioni future. L'aliante venne progettato fin dall'inizio per essere costruito in componenti con una serie di 30 componenti necessari per completare il processo di fabbricazione. La costruzione era destinato principalmente ad utilizzare gli impianti lavorazione del legno non più utilizzati per le priorità assegnate a più urgenti produzioni aeronautiche, con il risultato che la produzione venne ripartita su fabbriche separate e, di conseguenza, con il vantaggio di limitare l'eventuale perdita in caso di attacco tedesco. Il suo progettista, Arthur Hessell Tiltman, dichiarò che l'Horsa
()
Dato che i subappaltatori non possedevano campi d'aviazione atti a far volare gli alianti dai loro stabilimenti alle destinazioni desiderate, sono stati consegnati nelle loro 30 sottosezioni separate al RAF Maintenance Units, dove sarebbero poi stati assemblati. Un ciclo di produzione iniziale di 695 alianti è stata intrapresa dalla Airspeed presso il proprio stabilimento di Christchurch, nella contea di Dorset, ma i rimanenti sono stati in seguito prodotti da una serie di subfornitori. Questi includevano la Austin Motors e la Harris Lebus, azienda attiva nella produzione e distribuzione di mobili d'arredamento. Alla fine della produzione vennero costruiti tra i 3 799 ed approssimativamente 5 000 esemplari di Horsa.

### Impiego operativo
Con una capacità massima di 30 posti, l'Horsa risultava molto più grande dello statunitense Waco CG-4A da 13 posti (ridesignato Hadrian dalle forze armate britanniche) e del General Aircraft Hotspur da 8 posti, quest'ultimo aliante destinato solo alla formazione degli equipaggi. In alternativa l'AS.51 poteva caricare una Jeep o un cannone controcarri Ordnance QF 6 lb.
L'Horsa venne utilizzato per la prima volta in un'operazione bellica nella notte tra il 19 ed il 20 novembre 1942 nel fallito attacco all'impianto di produzione tedesco di acqua pesante a Rjukan, in Norvegia (Operazione Freshman). I due alianti Horsa impiegati, che trasportavano 15 guastatori ciascuno, ed uno dei Handley Page Halifax che li trainava si schiantarono a causa del maltempo. Tutti i 23 sopravvissuti all'impatto a terra dei due alianti furono giustiziati su ordine di Hitler, in violazione diretta della Convenzione di Ginevra che protegge prigionieri di guerra dalle esecuzioni sommarie.
Nell'ambito della pianificazione di ulteriori operazioni belliche vennero trasferiti 30 Horsa, trainati da bombardieri Halifax, dalla Gran Bretagna al Nordafrica, ma durante il tragitto tre velivoli vennero smarriti durante il trasporto. Il 10 luglio 1943, i 27 Horsa superstiti vennero utilizzati durante lo Sbarco in Sicilia, nell'ambito dell'invasione della Sicilia. Un gran numero (stimato in oltre 250) sono stati successivamente utilizzati nello Sbarco in Normandia (Operazione Overlord), durante l'Operazione Tonga ad opera delle forze armate britanniche e da altre operazioni compiute dalle forze statunitensi della United States Army. Le prime unità ad atterrare in Francia, durante l'Operazione Overlord, furono quelle capitanate dal maggiore John Howard che, a bordo di sei Horsa, avevano il compito di catturare il Ponte Pegasus, sul Canal de Caen à la mer, ed un ulteriore ponte sul fiume Orne. Successivamente furono 320 gli Horsa impiegati nella prima ondata e 296 nell'ulteriore seconda ondata. Vennero inoltre utilizzati in gran numero sia nel 1944, durante le Operazioni Dragoon e Market Garden, che nell'ambito dell'Operazione Varsity del marzo 1945; l'ultima operazione condotta con gli Horsa fu quella in cui 440 velivoli permisero di trasportare gli uomini della 6th Airborne Division oltre al fiume Reno.

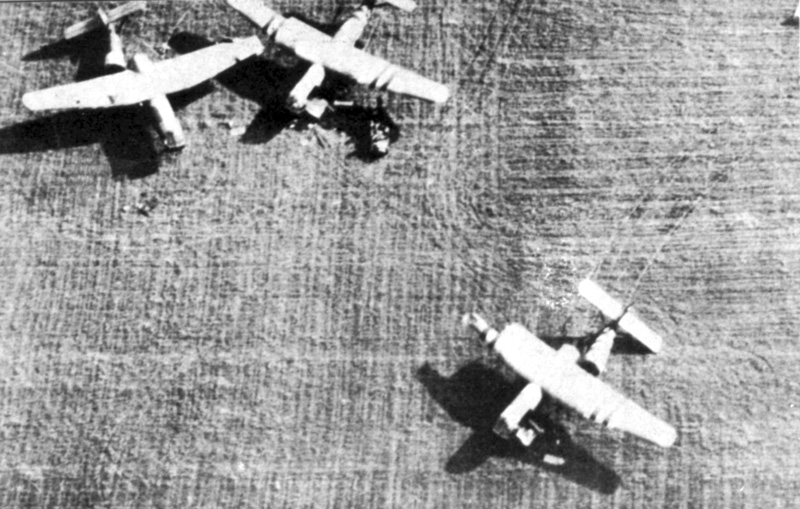
Horsa a terra ad Arnhem durante l'Operazione Market Garden.

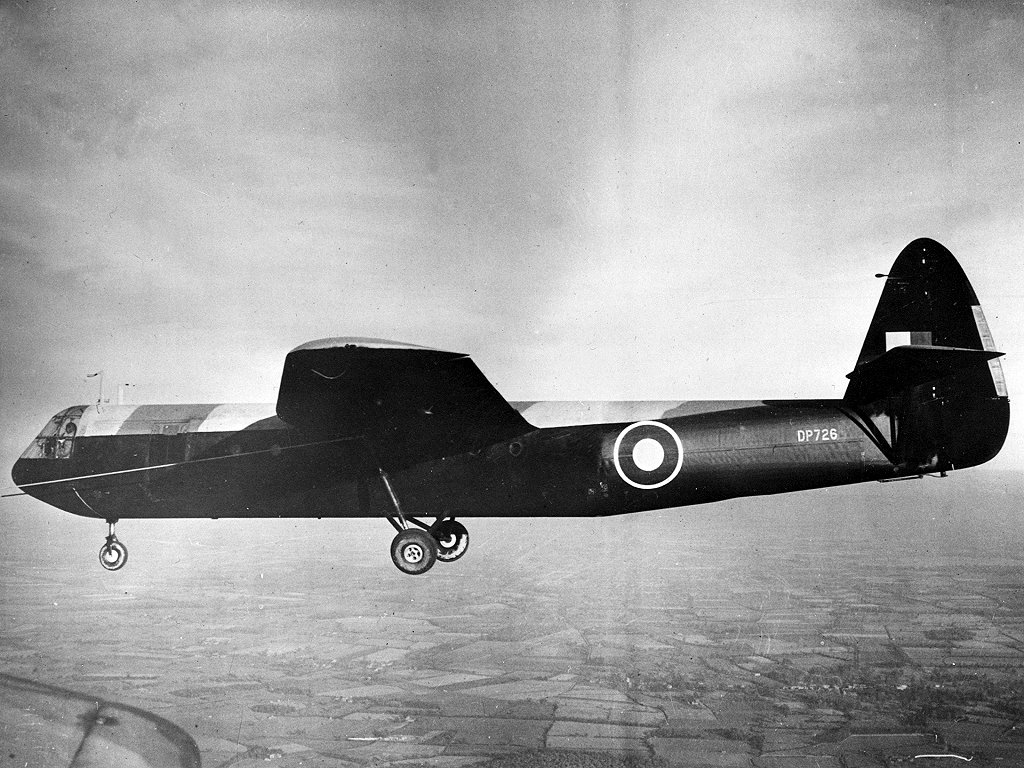
Un Horsa I della britannica Royal Air Force durante il traino.

Durante il suo impiego, l'Horsa venne trainato da diversi velivoli: bombardieri pesanti quadrimotori rimossi dal loro servizio operativo come gli Short Stirling e gli Handley Page Halifax, ed i bombardieri bimotori Armstrong Whitworth Albemarle e Armstrong Whitworth Whitley, così come gli statunitensi Douglas C-47 Skytrain/Dakota (non altrettanto spesso a causa della massa degli alianti, tuttavia durante l'Operazione Market Garden, a totale di 1 336 C-47 insieme a 340 Stirling vennero impiegati per il traino di 1 205 alianti,) e Curtiss C-46 Commando. Essi venivano trainati per mezzo di un cavo agganciato a punti d'attacco situati su entrambe le ali ed erano inoltre collegati ad un citofono per permettere le comunicazioni tra aereo rimorchiatore ed aliante. I piloti degli alianti provenivano normalmente dalla Glider Pilot Regiment (reggimento piloti d'aliante), parte dell'Army Air Corps, anche se vennero condotti occasionalmente anche da piloti della Royal Air Force.
L'United States Army Air Forces (USAAF) acquisì approssimativamente 400 Horsa. Nel dopoguerra un piccolo numero di Horsa Mk II sono stati ottenuti dalla Royal Canadian Air Force per valutazioni presso la CFB Gimli, Manitoba. Tre di questi esemplari sopravvissuti vennero in seguito acquistati come surplus nei primi anni cinquanta venendo trasferiti a Matlock, Manitoba, dove alla fine furono demoliti. Un piccolo numero di Horsa vennero inoltre valutati in India al termine del conflitto.
Il 5 giugno 2004, come parte della commemorazione del 60º anniversario del D-Day, il principe Carlo d'Inghilterra ha presentato una replica di un Horsa sul sito del primo atterraggio sul Ponte Pegasus, e ha parlato con Jim Wallwork, il primo pilota ad atterrare con il velivolo sul suolo francese nel corso del D-Day.
Nel 1977 vennero realizzate dieci repliche non volanti per essere utilizzate nel film Quell'ultimo ponte (A Bridge Too Far), principalmente per le riprese delle sequenze a terra e come infermeria del set, anche se un Horsa venne modificato per fare un breve decollo trainato da un C-47 Dakota a Deelen, nei Paesi Bassi. Durante la produzione sette repliche vennero danneggiate da una tempesta di vento ma vennero riparate in tempo per l'inizio delle riprese. Cinque di queste repliche vennero distrutte durante le riprese ma i cinque superstiti vennero venduti in lotto a John Hawke, un collezionista di aeroplani del Regno Unito. Un altro mock-up realizzato per inquadrature di primo piano entrò in possesso del Ridgeway Military & Aviation Research Group ed è conservato a Welford, nella contea del Berkshire.

## Descrizione tecnica

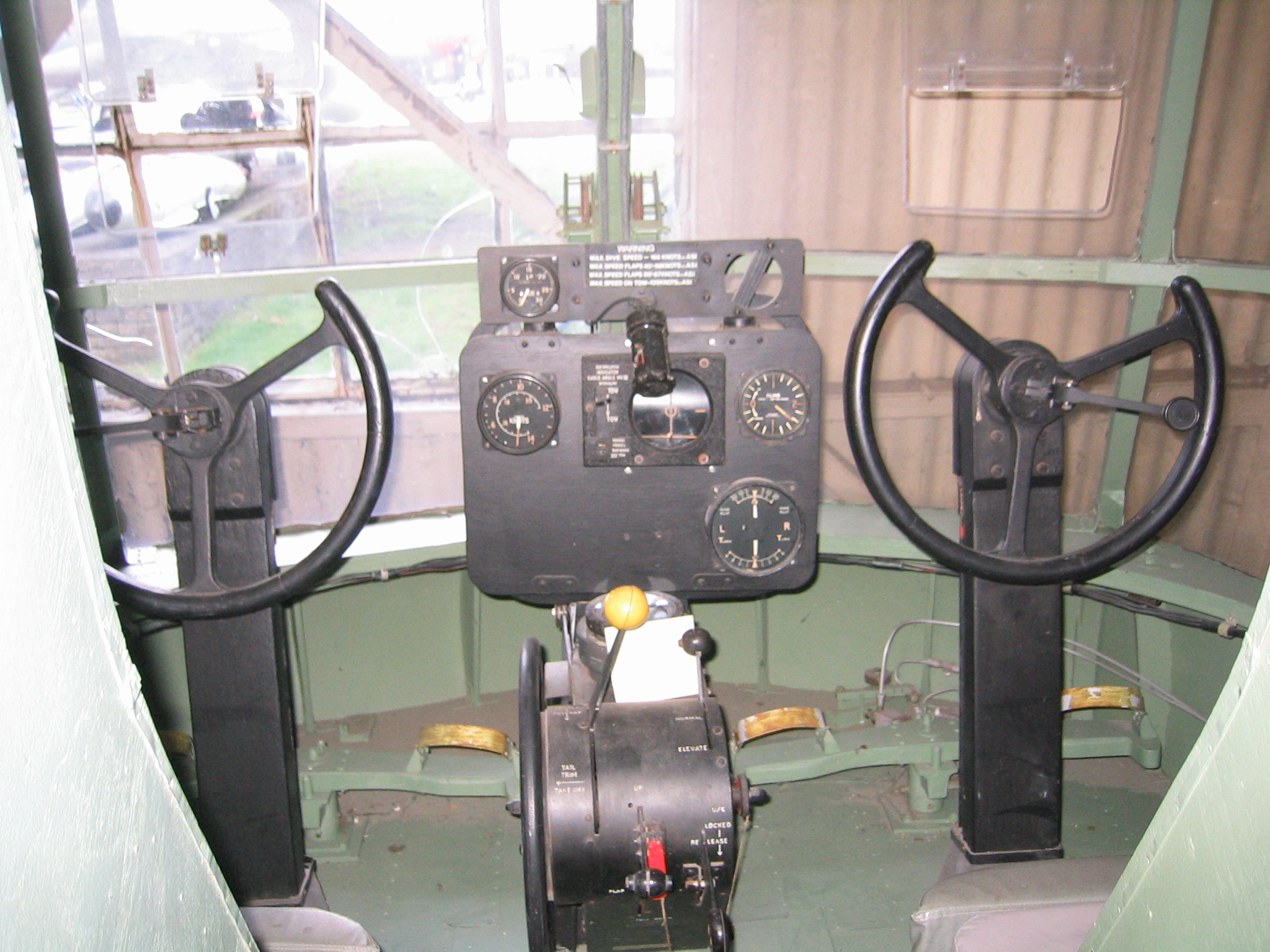
La cabina di pilotaggio dell'Horsa.

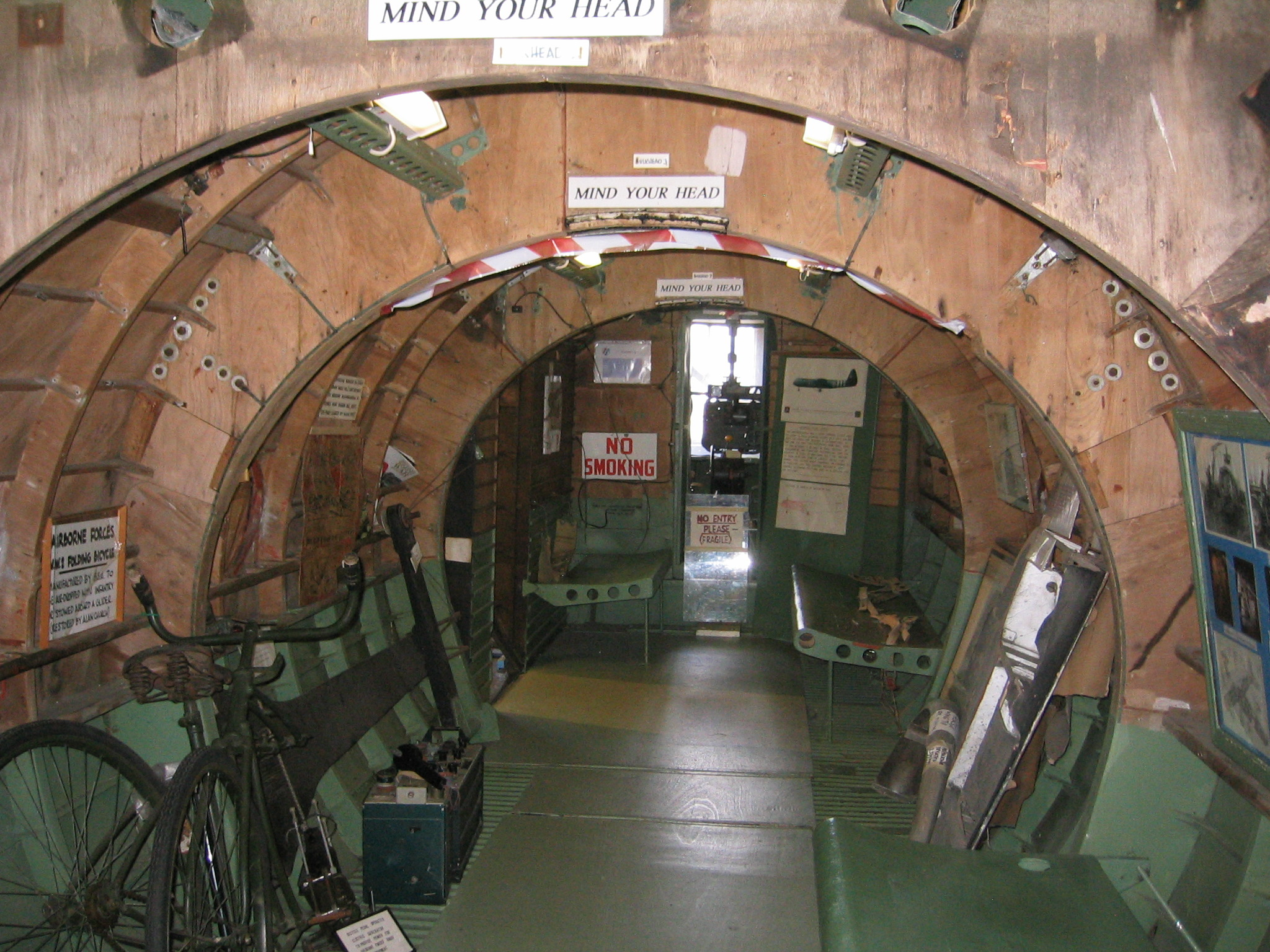
Vista dall'interno della sezione centrale dell' Horsa: si noti, sulla sinistra, come parte dell'equipaggiamento la presenza di una bicicletta pieghevole.

L'Horsa era un aliante da trasporto realizzato con struttura in legno e caratterizzato dalla velatura ad ala alta a sbalzo e dalla capiente sezione destinata al trasporto di uomini e mezzi.
La fusoliera, realizzata con struttura in legno, era del tipo a semi-monoscocca ed era realizzata in tre sezioni imbullonate tra loro: la sezione anteriore incorporava la cabina di pilotaggio ed il portellone principale di carico merci, la sezione centrale era quella deputata all'alloggiamento della truppa, dei loro equipaggiamenti o delle merci, e la sezione posteriore incorporava l'impennaggio di coda. Quest'ultima era facilmente staccabile per consentire dopo l'atterraggio una più rapida uscita degli uomini e dei mezzi.
La cabina di pilotaggio, collocata sul naso del velivolo, era caratterizzata dai due posti affiancati, per il pilota e copilota, e dotata di doppi comandi. Seguiva quindi, nella prima versione realizzata, la AS.51, il largo portellone incernierato in basso, collocato sul lato sinistro che permetteva le operazioni di carico e scarico degli equipaggiamenti oltre che l'accesso degli uomini e dei loro equipaggiamenti; questo incorporava anche un portello più piccolo accessibile dall'equipaggio. Nella successiva versione AS.58, il portellone fu integrato dalla possibilità di ruotare l'intera sezione anteriore, incernierata sul lato destro, soluzione che permetteva una più veloce ed efficace operazione di carico e scarico dei mezzi ruotati. Questa soluzione rese necessario un irrigidimento strutturale dell'area e l'adozione dell'elemento anteriore del carrello con ruote binate per meglio sostenere il peso aggiuntivo.
L'ala, realizzata anch'essa in legno, era montata a sbalzo e collocata alta sulla fusoliera ed incorporava una coppia di ipersostentatori di grandi dimensioni sul bordo d'uscita per ogni semiala, caratteristica che permetteva, una volta abbassati, una discesa ripida del velivolo consentendone un veloce atterraggio e permettendo ai piloti di atterrare in spazi ristretti. Poteva anche essere equipaggiata con una serie di tre contenitori ausiliari collocati nella parte centrale di ogni semiala.
Il carrello d'atterraggio era un triciclo anteriore fisso, uno dei primi alianti ad adottare una simile configurazione. Durante le operazioni belliche poteva comunque essere parzialmente espulso, utilizzando per la manovra di atterraggio il solo elemento anteriore posizionato sotto il naso integrato da pattini ammortizzati situati sotto la fusoliera.

## Varianti
AS.51 Horsa I
versione di produzione in serie caratterizzata da punti di fissaggio del cavo di traino alla parte superiore del carrello principale.
AS.52 Horsa
variante bombardiere pianificata derivata dall'AS.51 Horsa I ma mai avviata allo sviluppo.
AS.58 Horsa II
sviluppo del progetto originario, caratterizzato dalla parte anteriore della fusoliera incernierata lateralmente ed apribile per consentire le operazioni di carico e scarico diretto delle attrezzature, carrello anteriore a doppio pneumatico e punto di fissaggio del cavo di traino sul montante del ruotino anteriore.

## Utilizzatori

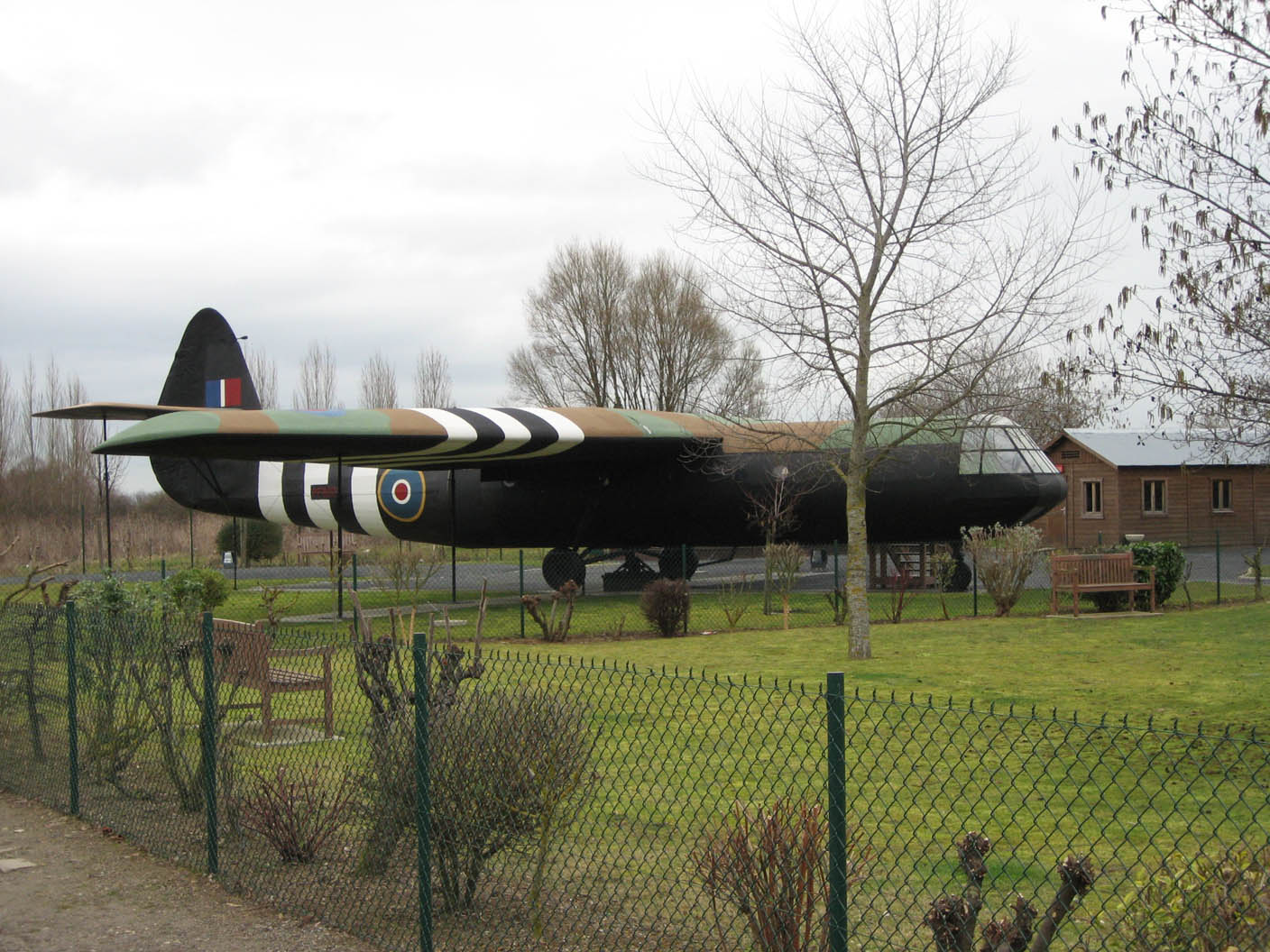
Una replica dell'Horsa esposta al Pegasus Bridge Museum.

Canada
- Royal Canadian Air Force

 India
- Bhāratīya Vāyu Senā

 Portogallo
- Força Aérea Portuguesa

 Regno Unito
- Army Air Corps
  - Glider Pilot Regiment
- Royal Air Force
  - No. 670 Squadron RAF

 Stati Uniti
- United States Army Air Forces

 Turchia
- Türk Hava Kuvvetleri

## Esemplari attualmente esistenti
Un Airspeed Horsa Mark II (KJ351) è esposto al pubblico presso il Museum of Army Flying ne Hampshire, Inghilterra. La Assault Glider Trust sta costruendo una replica presso la RAF Shawbury utilizzando i modelli realizzati con componenti originali si trovano sparsi in vari campi di battaglia europei e l'utilizzo di disegni forniti dalla BAE Systems (a condizione che non venga fatto volare). Pur con qualche differenza di opinione (oggi oggetto di ricerca), si pensa che la replica presente a ponte Pegasus sia composta da una sezione di fusoliera anteriore proveniente da Cholsey, nell'Oxfordshire in Inghilterra, che era stata utilizzata come abitazione per oltre 50 anni. Questa venne recuperata dalla cittadina intorno al 2001 dal Mosquito Aircraft Museum di London Colney, dove era stata stivata prima di essere trasferita a Pegasus Bridge. Si ritiene che la cellula non sia mai stata utilizzata in combattimento.

## L'Airspeed Horsa nella cultura di massa
- In ambito cinematografico, l'Airspeed Horsa compare in diversi film della seconda guerra mondiale, come Il giorno più lungo (1962), Quell'ultimo ponte (1977) e La battaglia dimenticata (2020).